# Vanderhorstia
Vanderhorstia es un género de peces de la familia Gobiidae y de la orden de los Perciformes. Debe su nombre al ictiologo neerlandés Cornelius Van der Horst.

## Especies
Se reconocen 30 especies pertenecientes al género:
- Vanderhorstia ambanoro Fourmanoir, 1957

- Vanderhorstia atriclypea Garman, 1903
- Vanderhorstia attenuata J. E. Randall, 2007
- Vanderhorstia auronotata J. E. Randall, 2007
- Vanderhorstia auropunctata Tomiyama, 1955
- Vanderhorstia bella D. W. Greenfield & Longenecker, 2005
- Vanderhorstia belloides J. E. Randall, 2007
- Vanderhorstia cyanolineata T. Suzuki & I. S. Chen, 2014
- Vanderhorstia delagoae Barnard, 1937
- Vanderhorstia dawnarnallae Gerald R. Allen, Mark V. Erdmann & Meity Mongdong, 2019
- Vanderhorstia dorsomacula J. E. Randall, 2007
- Vanderhorstia flavilineata G. R. Allen & Munday, 1995
- Vanderhorstia fulvopelvis T. Suzuki & I. S. Chen, 2014
- Vanderhorstia hiramatsui Iwata, Shibukawa & Ohnishi, 2007
- Vanderhorstia kizakura Iwata, Shibukawa & Ohnishi, 2007
- Vanderhorstia lepidobucca G. R. Allen, Peristiwady & Erdmann, 2014
- Vanderhorstia longimanus M. C. W. Weber, 1909
- Vanderhorstia macropteryx V. Franz, 1910
- Vanderhorstia mertensi Klausewitz, 1974
- Vanderhorstia nannai R. Winterbottom, Iwata & Kozawa, 2005
- Vanderhorstia nobilis G. R. Allen & J. E. Randall, 2006
- Vanderhorstia opercularis J. E. Randall, 2007
- Vanderhorstia ornatissima J. L. B. Smith, 1959
- Vanderhorstia papilio Shibukawa & T. Suzuki, 2004
- Vanderhorstia phaeosticta J. E. Randall, K. T. Shao & J. P. Chen, 2007
- Vanderhorstia puncticeps S. M. Deng & G. Q. Xiong, 1980
- Vanderhorstia rapa Iwata, Shibukawa & Ohnishi, 2007
- Vanderhorstia steelei J. E. Randall & Munday, 2008
- Vanderhorstia vandersteene Allen, Erdmann & Brooks, 2020
- Vanderhorstia wayag G. R. Allen & Erdmann, 2012